# Bonnetina

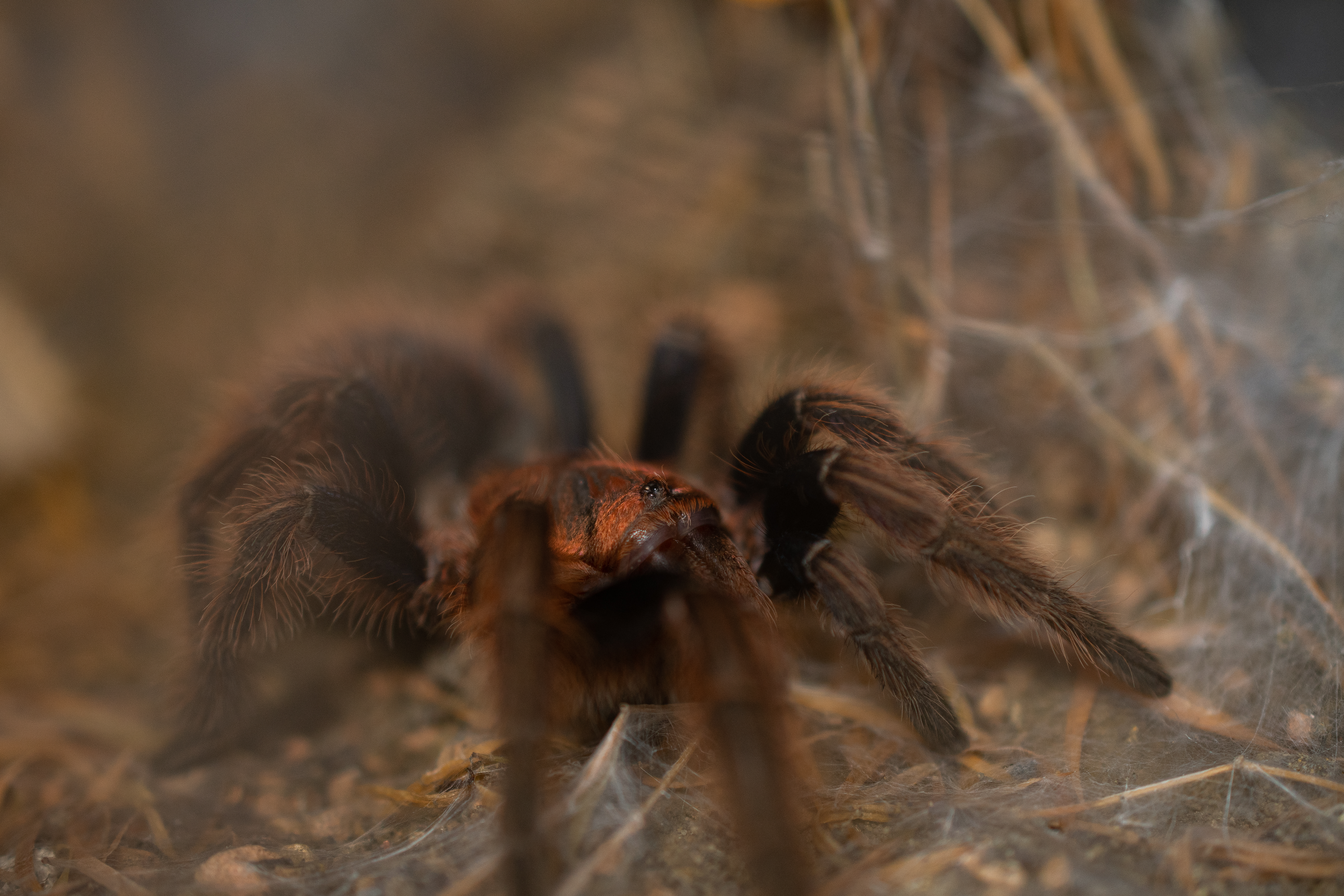
Bonnetina cyaneifemur

Bonnetina (лат.) — род пауков-птицеедов из подсемейства Theraphosinae. Включает около 20 видов. Эндемики Мексики. Род назван в честь французского арахнолога Пьера Бонне (1897—1990).

## Описание
Тарантулы мелких и средних размеров (2—4 см) которые отличаются следующими диагностическими признаками: i) луковица педипальп самцов коническая с двумя пролатеральными килями; ii) слитые сперматеки самок с одним вместилищем; iii) нога IV заметно длиннее всех остальных; iv) у самцов три апофиза голени на ноге I; v) у самцов слегка утолщённое бедро III; vi) присутствуют уртикальные волоски III типа.
В 2018 году Ортис, Франке и Бонд провели молекулярное исследование и филогенетический анализ, чтобы определить временные рамки эволюции Bonnetina и рассмотреть возможную монофилию рода. Они взяли образцы ДНК из отдельных таксонов, секвенировали пять ядерных маркеров и один митохондриальный маркер и пришли к выводу, что Bonnetina состоит из неродственных видов, которые просто разделяют физические признаки, за исключением B. juxtantricola. Только половые признаки не были гомопластичными, что говорит о том, что половой отбор мог быть движущей силой в их расхождении.

## Классификация
Включает около 20 видов. Род включён в состав трибы Hapalopini из подсемейства Theraphosinae. Состав рода на 2025 год:
- Bonnetina alagoni Locht & Medina, 2008 — Мексика[5]
- Bonnetina aviae Estrada-Alvarez & Locht, 2011 — Мексика[6]
- Bonnetina cyaneifemur Vol, 2000 typus — Мексика[1]
- Bonnetina flammigera Ortiz & Francke, 2017 — Мексика[2]
- Bonnetina hijmenseni Ortiz & Francke, 2017 — Мексика[2]
- Bonnetina hobbit Ortiz & Francke, 2017 — Мексика[2]
- Bonnetina julesvernei Ortiz & Francke, 2017 — Мексика[2]
- Bonnetina juxtantricola Ortiz & Francke, 2017 — Мексика[7]
- Bonnetina malinalli Ortiz & Francke, 2017 — Мексика[2]
- Bonnetina megagyna Ortiz & Francke, 2017 — Мексика[2]
- Bonnetina minax Ortiz & Francke, 2017 — Мексика[2]
- ? Bonnetina obscura (Simon, 1891) — Мексика, nomen dubium (Cyclosternum obscurum Simon, 1891)[2]
- Bonnetina papalutlensis Mendoza, 2012 — Мексика[8]
- ? Bonnetina rudloffi Vol, 2001 — Мексика, nomen dubium[9][6][2]
- Bonnetina tanzeri Schmidt, 2012 — Мексика[10]
- Bonnetina tenuiverpis Ortiz & Francke, 2015 — Мексика[7]
- Bonnetina tindoo Ortiz & Francke, 2017 — Мексика[2]
- Bonnetina unam Ortiz & Francke, 2017 — Мексика[2]
- Bonnetina vittata Ortiz & Francke, 2017 — Мексика[2]